# Пітер Петіґру
Пітер Петіґру (Червохвіст) — колишній друг Джеймса Поттера, Сіріуса Блека та Ремуса Люпина (наразі вони всі мертві). Перейшов на бік Лорда Волдеморта, зрадив Поттерів, видавши Темному Лорду їхню схованку. Опісля підставив Сіріуса Блека і, перетворившись на пацюка, втік, імітувавши своє вбивство. Пітер Петіґру провів 12 років в образі щура. Спочатку він потрапив в якості домашнього улюбленця, щура по імені Скеберс, до Персі Візлі, а потім перейшов до його молодшого брата Рона. Через 12 років після вбивства сім'ї Поттерів до Сіріуса Блека у в'язниці потрапляє газета зі знімком сім'ї Візлі, яка виграла приз "Щоденного віщуна". На знімку Блек розглянув дуже знайомого йому щура, у якого до того ж на лапці не вистачало пальця. Тоді Сіріус здогадався, хто живе під виглядом домашнього улюбленця Рона. 
У «Келиху Вогню» воскресив Волдеморта, віддавши йому свою руку. Пізніше він отримав заміну. В «Напівкровному принці» прислуговував Северусу Снейпу. В Смертельних реліквіях помирає від тієї руки, яку йому подарував Волдеморт.